# Anselmo Vendrechovski Júnior
Anselmo Vendrechovski Júnior (Wenceslau Braz, 16 september 1982) – voetbalnaam Juninho – is een Braziliaanse voetballer.

## Clubcarrière
Juninho's overgrootouders zijn van Poolse afkomst. Hij begon zijn jeugdcarrière bij Coritiba en maakte in 2005 de overstap naar Botafogo. In 2008 ging hij naar São Paulo, waar hij een contact tekende voor drie jaar, maar in januari 2009 keerde hij terug naar Botafogo. In 2010 werd hij uitgeleend aan het Zuid-Koreaanse Suwon Samsung Bluewings alvorens zijn vaste stek te vinden bij het Mexicaanse Club Tigres. Aldaar groeide hij uit tot aanvoerder en speelde hij meer dan honderdvijftig wedstrijden in de Liga MX. Met Tigres won hij de Apertura 2011.